# Lady Blood
Pour plus de détails, voir Fiche technique et Distribution.
Lady Blood est un film français réalisé par Jean-Marc Vincent, sorti en 2008. C'est la suite du film Baby Blood, sorti en 1990.

## Synopsis
15 ans après avoir accouché d'un monstre sanguinaire, Yanka a refait sa vie. Mariée à Paul, le médecin psychiatre qui l'a guérie de ses névroses, elle est l'heureuse maman d'une charmante petite fille, Carla. Désormais on l'appelle "Capitaine Mansotti", car Yanka est devenue fonctionnaire de police au SRPJ. Mais une série de meurtres inexplicables va la confronter à nouveau à son passé sanglant.

## Fiche technique
- Titre original : Lady Blood
- Réalisation : Jean-Marc Vincent
- Scénario : Hubert Chardot, Jean-Marc Vincent et Emmanuelle Escourrou (non créditée)
- Musique : Alain Mouysset
- Photographie : Thibaud Danton
- Son : Nicolas Basselin
- Montage : Thierry Faber
- Décors : Jean-Luc Gilles
- Costumes : Isabelle Dickes, Martine Bourgeon
- Pays d'origine :  France
- Langue de tournage : français
- Producteurs : Éric Porcher, Josiane P. Belair
- Sociétés de production : Alterego Films, Canal+, CinéCinéma, Eifel Tech
- Société de distribution : Albany Films Distribution
- Format : couleur — 35 mm — 1.85:1 — stéréo Dolby SR
- Genre : horreur
- Durée : 87 minutes
- Date de sortie :
  - Canada : 18 juillet 2008 (FanTasia)
  - France : 19 août 2009
- Public : interdit aux moins de 12 ans lors de sa sortie en France

## Distribution
- Emmanuelle Escourrou : Yanka Mansotti
- Matthias Van Khache : Romain Lamy
- Philippe Nahon : le commissaire Jo Laumier
- Serge Riaboukine : Pagelli
- Shirley Bousquet : Véronique
- Luc Shiltz : Lionel Barthez
- Frans Boyer : le lascar
- Christopher Buchholz : Paul Mansotti
- Philippe Chaine : Pierre-Luc
- Sophie Chamoux : Saadia
- Antoine Coesens : l'inspecteur Olivier
- Xavier Gens : Thomas
- Abel Jafri : Rachid
- Christophe Lemaire : un infirmier
- Bénédicte Mathieu : Christine Pollack
- Julie Nicolet : Marjorie
- Philippe Reyno : Karl
- Richard Sammel : Henri Latour
- Bruno Slagmulder : Philou
- Bruno Solo  : le chauffeur de taxi
- Alexis Wawerka : le toxicomane
- Jean-François Wolff : Ricci
- Elef Zack : le grec
- Roya Zargar : Yasmina
- Nicky Naudé : l'homme en bleu